# Chaetorellia
Chaetorellia is een geslacht van insecten uit de familie van de Boorvliegen (Tephritidae), die tot de orde tweevleugeligen (Diptera) behoort.

## Soorten
- C. acrolophi White & Marcquart, 1989
- C. australis Hering, 1940
- C. carthami Stackelberg, 1929
- C. conjuncta (Becker, 1913)
- C. hestia Hering, 1937
- C. isais Hering, 1937
- C. jaceae: Kleine knoopkruidboorvlieg (Robineau-Desvoidy, 1830)
- C. loricata (Rondani, 1870)
- C. succinea (Costa, 1844)